# Distretto di Callahuanca
Il distretto di Callahuanca è uno dei trentadue distretti della provincia di Huarochirí, in Perù. Si trova nella regione di Lima e si estende su una superficie di 57,47 chilometri quadrati.
Istituito il 12 aprile 1957, ha per capitale la città di Callahuanca.